# Прострел золотистый
Прострел золотистый (лат. Pulsatilla aurea) — вид многолетних травянистых растений рода Прострел (Pulsatilla) семейства Лютиковые (Ranunculaceae). Ряд исследователей включают этот вид вместе с остальными видами рода Прострел в состав рода Ветреница (Anemone).
Вид описан из Сванетии.

## Ботаническое описание
Многолетнее травянистое растение до 50 см в высоту при плодоношении. Корневище мощное, вертикальное; корневые листья на длинных, тонковатых, часто несколько извилистых черешках, опушенных оттопыренными волосками, тройчатые с яйцевидными, перисто-рассеченными сегментами на длинных черешочках, с перисто-разделенными сегментиками и с острыми, глубоко надрезанно-пильчато-зубчатыми дольками; снизу по главным жилкам длинно-волосистые, сверху голые; стебли прямостоячие; листочки покрывала в числе 3 сходны с корневыми листьями, но несколько менее крупные, на коротких, почти крылатых, густо волосистых черешках. Цветоносы длинные, войлочно-волосистые, цветки почти прямостоячие, 3,5-6 см в диаметре; листочки околоцветника в числе 6 растопыренные, 2-3 см в длину, 0,8-2 см в ширину, яйцевидные, золотисто-желтые, снаружи главным образом прижато-волосистые, по бокам становящиеся голыми, тычинки многочисленные, желтые, во много раз короче листочков околоцветника; плоды до 5 мм в длину, с извилистой остью до 5 мм в длину.

## Распространение и экология
Эндемик Кавказа. Встречается в Предкавказье (в западной части Главного хребта) и в Западном Закавказье.
Произрастает на альпийских пастбищах, субальпийских лугах, в зарослях рододендронов.

## В филателии
Прострел золотистый изображен на почтовой марке СССР 1976 года и на почтовой марке России 2024 года.
|  |  |